# Sarpi (India)
Sarpi is een census town in het district Paschim Bardhaman van de Indiase staat West-Bengalen.

## Demografie
Volgens de Indiase volkstelling van 2001 wonen er 8.897 mensen in Sarpi, waarvan 69% mannelijk en 31% vrouwelijk is. De plaats heeft een alfabetiseringsgraad van 38%.